# From the Choirgirl Hotel
From the choirgirl hotel (frɒm ðə kwáɪərgə́rl həʊtel) (Desde el hotel de la corista) es el quinto álbum de la pianista y compositora estadounidense Tori Amos siendo considerado el álbum más oscuro tanto por sus letras como por su música. Fue publicado en UK el 4 de mayo de 1998 un día antes que en EUA. Como su cuarto álbum en solitario y autoproducido, Tori contrata a su propia banda que incluye a Matt Chamberlan, quien trabajara con Fiona Apple, a la batería, al bajista Jon Evans y a Steve Canton a la guitarra. La banda tocaría con ella tanto en el Sneak Preview Club Tour como en el Plugged '98 tour, ambos apoyando el disco.
El primer sencillo publicado fue Spark, y fue uno de los más escuchados en la radio hasta la fecha. Este álbum muestra a una Tori muy experimental, jugando con loops de techno y clásicos riffs de rock, mientras que se enfrentaba con problemas emocionales debido a su matrimonio con el ingeniero de sonido Mark Hawley y su aborto natural en 1997. El segundo sencillo en el mercado europeo fue Raspberry swirl; aunque en USA el segundo sencillo fue Jackie's strength. El tercer sencillo fue en USA Cruel/Raspberry swirl, un doble cara A. El cuarto sencillo en USA fue un sencillo de remixes de Jackie's strength y Father Lucifer, canción incluida en Boys for Pele, su anterior trabajo.
La grabación del disco la realizó en una granja de trescientos años en Corwall, Inglaterra durante los últimos meses de 1997.
En palabras de Tori Amos: «Cada canción me enseñaría una parte de sí misma por la que yo estaba pasando. Cruel vino para sacar de mí mi ira. She's your cocaine e iieee surgieron de una sensación de pérdida y sacrificio. Otras canciones celebraban el hecho de que había encontrado una nueva apreciación de la vida a través de esa pérdida (el aborto)»
«Hay un amor profunfo en esta grabación. No es el álbum de una víctima. Trata de la tristeza pero es un disco pasional -- para la vida, para la fuerza de la vida. Y un respeto por el milagro de la vida».
Según Amos cada canción sería un huésped del hotel, que pediría ser cantada por la corista que habita en él.

## Lista de temas
| N.º | Título                             | Duración |  |
| 1.  | «Spark» (Tori Amos)                | 4.13     |  |
| 2.  | «Cruel» (Tori Amos)                | 4.07     |  |
| 3.  | «Black-dove (January)» (Tori Amos) | 4.38     |  |
| 4.  | «Raspberry swirl» (Tori Amos)      | 3.58     |  |
| 5.  | «iiiee» (Tori Amos)                | 4.26     |  |
| 6.  | «Jackie's strength» (Tori Amos)    | 4:07     |  |
| 7.  | «Liquid diamonds» (Tori Amos)      | 6.21     |  |
| 8.  | «She's your cocaine» (Tori Amos)   | 3.42     |  |
| 9.  | «Northern lad» (Tori Amos)         | 4.19     |  |
| 10. | «Hotel» (Tori Amos)                | 5.19     |  |
| 11. | «Playboy mommy» (Tori Amos)        | 4.08     |  |
| 12. | «Pandora's aquarium» (Tori Amos)   | 4.45     |  |

## Sencillos por país
| País                                 | Sencillo                       | Tipo de sencillo                            | Número canción | Canción                                                           | Duración |
| ------------------------------------ | ------------------------------ | ------------------------------------------- | -------------- | ----------------------------------------------------------------- | -------- |
| EE. UU.                              | Spark                          | CD Maxi , CD , Casete , Vinilo de 7" single | 1              | «Spark Macthirsty's Lounge B sides. Last stop on the Kufürstendam | 4:18     |
| EE. UU.                              | Spark                          | CD Maxi , CD , Casete , Vinilo de 7" single | 2              | «Purple People (Christmas in Space)»                              | 3:42     |
| EE. UU.                              | Spark                          | CD Maxi , CD , Casete , Vinilo de 7" single | 3              | Bachelorette                                                      | 3:34     |
| EE. UU.                              | Jackie's Strength              | CD Enhaced single                           | 1              | «Jackie's Strength»                                               | 4:17     |
| EE. UU.                              | Jackie's Strength              | CD Enhaced single                           | 2              | «Never Seen Blue» (Previously Unreleased)                         | 3:41     |
| EE. UU.                              | Jackie's Strength              | CD Enhaced single                           | 3              | «Beulah Land» (Previously Unreleased)                             | 2:56     |
| EE. UU.                              | Cruel/Raspberry Swirl          | CD, casete single                           | 1              | «Cruel« (Shady Feline Mix)                                        | 3:51     |
| EE. UU.                              | Cruel/Raspberry Swirl          | CD, casete single                           | 2              | «Raspberry Swirl» (Lip Gloss Version)                             | 3:41     |
| EE. UU.                              | Cruel/Raspberry Swirl          | CD, casete single                           | 3              | «Ambient Raspberry Swirl» (Scarlet Spectrum Feels)                | 8:10     |
| EE. UU.                              | Cruel/Raspberry Swirl          | CD, casete single                           | 4              | «Mainline Cherry» (Ambient Spark)                                 | 5:11     |
| EE. UU.                              | Cruel/Raspberry Swirl          | Vinilo 7"                                   | 1              | «Raspberry Swirl» (Lip Gloss Version)                             | 3:41     |
| EE. UU.                              | Cruel/Raspberry Swirl          | Vinilo 7"                                   | 2              | «Cruel» (Shady Feline Mix)                                        | 3:51     |
| EE. UU.                              | Jackie's Strength remix single | CD, Vinilo doble 12" single                 | 1              | «Jackie's Strength (Wedding Cake Club Mix)                        | 8:40     |
| EE. UU.                              | Jackie's Strength remix single | CD, Vinilo doble 12" single                 | 2              | «Father Lucifer» (Sylkscreen Remix)                               | 4:03     |
| EE. UU.                              | Jackie's Strength remix single | CD, Vinilo doble 12" single                 | 3              | «Jackie's Strength» (Wedding Cake Edit)                           | 4:03     |
| EE. UU.                              | Jackie's Strength remix single | CD, Vinilo doble 12" single                 | 4              | «Jackie's Strength» (One Rascal Dub #2)                           | 5:02     |
| EE. UU.                              | Jackie's Strength remix single | CD, Vinilo doble 12" single                 | 5              | «Jackie's Strength» (Wedding Cake Meltdown Mix)                   | 8:19     |
| EE. UU.                              | Jackie's Strength remix single | CD, Vinilo doble 12" single                 | 6              | «Father Lucifer» (Sylkscreen Instrumental)                        | 4:26     |
| EE. UU.                              | Jackie's Strength remix single | CD, Vinilo doble 12" single                 | 7              | «Jackie's Strength» (Bonus Beats)                                 | 2:41     |
| Reino Unido                          | Spark                          | CD Single Part 1                            | 1              | «Spak» Macthirsty's Lounge B sides. Last stop on the Kufürstendam | 4:18     |
| Reino Unido                          | Spark                          | CD Single Part 1                            | 2              | Purple People (Christmas in Space)                                | 3:42     |
| Reino Unido                          | Spark                          | CD Single Part 1                            | 3              | Have Yourself A Merry Little Christmas                            | 3:42     |
| Reino Unido                          | Spark                          | CD Single Part 1                            | 4              | «Bachelorrette»                                                   | 3:34     |
| Reino Unido                          | Spark                          | CD Limited Edition Single Part 2            | 1              | Spark                                                             | 4:17     |
| Reino Unido                          | Spark                          | CD Limited Edition Single Part 2            | 2              | Do It Again                                                       | 6:04     |
| Reino Unido                          | Spark                          | CD Limited Edition Single Part 2            | 3              | Cooling                                                           | 4:41     |
| Reino Unido                          | Spark                          | Casete Single                               | 1              | Spark                                                             | 4:18     |
| Reino Unido                          | Spark                          | Casete Single                               | 2              | Purple People (Christmas In Space)                                | 3:42     |
| Alemania Australia Bélgica y Francia | Raspberry Swirl                | CD Single                                   | 1              | Raspberry Swirl (Lip Gloss Version)                               | 7:50     |
| Alemania Australia Bélgica y Francia | Raspberry Swirl                | CD Single                                   | 2              | Raspberry Swirl (Sticky Extended Vocal Mix                        | 7:50     |
| Alemania Australia Bélgica y Francia | Raspberry Swirl                | CD Single                                   | 3              | Raspberry Swirl (Scarlet Spectrum Feels                           | 8:10     |

## Músicos
- Tori Amos
- Matt Chamberlan
- Justin Meldal-Johnsen
- Steve Caton
- Andy Gray
- John Philip Shenale
- The Sinfonia of London
- David Firman
- George Porter Jr
- Stewart Boyle
- Willy Porter
- Al Perkin